# Internationale Kartographische Vereinigung
Die Internationale Kartographische Vereinigung (IKV) (englisch International Cartographic Association (ICA), französisch Association Cartographique Internationale (ACI)) ist der weltweite Dachverband kartografischer Gesellschaften und anderer Einrichtungen. Ihr Ziel ist es, die Weiterentwicklung der Disziplin Kartografie weltweit zu fördern und zu koordinieren.

## Vorsitzender
Der erste Präsident der Vereinigung war Eduard Imhof. Zurzeit ist Tim Trainor der Vorsitzende der ICA.
| Amtszeit  | Name                                   | Land                   |
| --------- | -------------------------------------- | ---------------------- |
| 1961–1964 | Eduard Imhof                           | Schweiz                |
| 1964–1968 | Dennis Thackwell                       | Vereinigtes Königreich |
| 1968–1972 | Konstantin Alexejewitsch Salischtschew | Sowjetunion            |
| 1972–1976 | Arthur H. Robinson                     | Vereinigte Staaten     |
| 1976–1984 | Ferdinand Jan Ormeling Sr.             | Niederlande            |
| 1984–1987 | Joel Morrison                          | Vereinigte Staaten     |
| 1987–1995 | Fraser Taylor                          | Kanada                 |
| 1995–1999 | Michael Wood                           | Vereinigtes Königreich |
| 1999–2003 | Bengt Rystedt                          | Schweden               |
| 2003–2007 | Milan Konečný                          | Tschechien             |
| 2007–2011 | William Cartwright (RMIT)              | Australien             |
| 2011–2015 | Georg Gartner                          | Österreich             |
| 2015–2019 | Menno-Jan Kraak                        | Niederlande            |
| 2019 –    | Tim Trainor                            | Vereinigte Staaten     |

## ICA Award
Durch das ICA-Awards-Komitee werden zwei Auszeichnungen vergeben:
- Die Carl Mannerfelt Goldmedaille ist eine Ehrung für Kartografen, die bedeutende Beiträge auf dem Gebiet der Kartografie geleistet haben und wird nur in seltenen Fällen vergeben.
- Die ICA Honorary Fellowship ist eine Auszeichnung für besondere Verdienste um die ICA.

## Kommissionen und Arbeitsgruppen
Um die Arbeit weltweit zu koordinieren, gibt es Kommissionen und Arbeitsgruppen, die unter der Leitung von Fachkräften eine bestimmte Thematik bearbeiten. Kommissionen und Arbeitsgruppen werden jeweils für vier Jahre bestellt.

## Internationale Kartographische Konferenz
Die Internationale Kartographische Konferenz (ICC) findet alle zwei Jahre in einem der Länder statt, welche Mitglied der Vereinigung sind. Die erste ICC wurde 1961 in Paris organisiert.
- 1961 Paris (FRA)
- 1962 Frankfurt am Main (FRG)
- 1964 Edinburgh (UK)
- 1967 Amsterdam (NED)
- 1968 Delhi (IND)
- 1970 Stresa (ITA)
- 1972 Ottawa (CAN)
- 1974 Madrid (ESP)
- 1976 Moskau (USSR)
- 1978 College Park (Maryland) (USA)
- 1980 Tokio (JAP)
- 1982 Warschau (POL)
- 1984 Perth (AUS)
- 1987 Morelia (MEX)
- 1989 Budapest (HUN)
- 1991 Bournemouth (UK)
- 1993 Köln (GER)
- 1995 Barcelona (ESP)
- 1997 Stockholm (SWE)
- 1999 Ottawa (CAN)
- 2001 Peking (CHN)
- 2003 Durban (RSA)
- 2005 A Coruña (ESP)
- 2007 Moskau (RUS)
- 2009 Santiago de Chile (CHL)
- 2011 Paris (FRA)
- 2013 Dresden (GER)
- 2015 Rio de Janeiro (BRA)
- 2017 Washington, D.C. (USA)
- 2019 Tokio (JAP)
- 2019 Florenz (ITA)
- 2019 Kapstadt (RSA)

## Barbara-Petchenik-Wettbewerb
Die ICA führt alle zwei Jahre den Barbara-Petchenik-Wettbewerb durch, einen Landkartenzeichenbewerb für Kinder mit dem Ziel, die graphische Repräsentation der Welt durch Kinderhand zu fördern.